# Copperas Cove
La ville américaine de Copperas Cove est située principalement dans le comté de Coryell, mais également dans les comtés de Bell et de Lampasas, dans l’État du Texas. Lors du recensement de 2010, sa population s’élevait à 32 032 habitants.

## Histoire
Copperas Cove a été fondée le 25 mars 1879.

## Source
- (en) Cet article est partiellement ou en totalité issu de l’article de Wikipédia en anglais intitulé « Copperas Cove, Texas » (voir la liste des auteurs).